# Qizilqum Zarafshon
Qizilqum Zarafshon (uzb. «Qizilqum» (Zarafshon) futbol klubi, ros. Футбольный клуб «Кызылкум» Зарафшан, Futbolnyj Kłub "Kyzyłkum" Zarafszan) – uzbecki klub piłkarski z siedzibą w Zarafshonie.

## Historia
Chronologia nazw:
- 1967—???: Progres Zarafshon
- 1994: Qizilqum Zarafshon
- 1995—1996: Progres Zarafshon
- 1997—...: Qizilqum Zarafshon

Piłkarska drużyna Progres została założona w mieście Zarafshon w 1994.
W 2000 pod nazwą Qizilqum debiutował w Wyższej Lidze Uzbekistanu, w której występuje do dziś.

## Sukcesy
- 3 miejsce w Oʻzbekiston PFL:

2002